# Пенисна кост
Пенисна кост (на латински: baculum – пръчка; както и os priapi, os penis) е вкостена в различна степен съединителна тъкан в половия член сред повечето от представителите на пет разреда бозайници, включително и примати. Филогенетично обаче тази кост при човека се редуцира в предходни еволюционни етапи.
Аналогична клиторна кост (на латински: baubellum или os clitoridis) се открива в тъканта на пещеристото тяло при някои видове женски бозайници. Подобно на пенисната кост тя може да е добре развита при едни и редуцирана при други видове от един разред, например при прилепите.

## Устройство
Пенисната кост е разположена в пениса, като започва от проксималната му част, наречена bulbus glandis, и продължава почти до върха на главичката. Проксималните две трети от костта са назъбени вентрално от вдлъбнатина, заета от пенисната част на уретрата и заобикаляща спонгиозното тяло. Тя е прикрепена към bulbus glandis, дългата част на главата и tunica albuginea. Образува се след раждането. По форма наподобява вадична сонда, съставена от две странични плочи. Дорзално плочите преминават една в друга, като оформят надлъжен ръб. Вентрално обаче остават раздалечени, като образуват надлъжна бразда, в която се помества уретрата. По цялата си дължина костта е покрита от собственото кавернозно тяло на главичката.

## Видови особености
Пенисната и съответно клиторната кост се откриват сред представителите на пет разреда бозайници. За някои видове тя е и важен систематичен признак.
- Разред Примати. Пенисна кост отсъства при представителите от семейство Паякообразни маймуни и човека. При мармозетките обаче, които в някои случаи тежат половин килограм, пенисната кост е с дължина едва 2 mm, а при някои видове галаго достига дължина от 13 mm.
- Разред Гризачи.
- Разред Насекомоядни.
- Разред Хищници. Въпреки че костта присъства сред всички видове от разреда, най-добре е представена при видовете от семействата на кучетата и котките, като при кучетата превъзхожда по големина.[6][7] От домашните видове на разреда при кучето дължината на костта е различна и зависи от породата. При едрите породи дължината на костта достига до 12 cm. Тя се явява дистално продължение на tunica olbuginea.[8] Костта дорзално е изпъкнала, а напред продължава във фибрознохрущялен израстък.[8] При младите кучета нейното продължение е хрущялно.[8] При котарака костта е разположена в главичката на пениса и е с дължина едва 0,5 cm.
- Разред Прилепи.

## Функция
Наличието на пенисна кост е резултат от адаптивна еволюция при бозайниците с основна цел осигуряване на репродуктивна способност и оцеляването на вида.
Една от функциите на костта е осигуряване на механична подкрепа на пениса по време на копулация. Костта улеснява ерекцията на пениса, прави го по-твърд и така улеснява проникването във влагалището. При много видове костта служи са стимулиране на половите органи на женските по време на копулация. Това предизвиква съответен хормонален отговор и така се осигурява възможност за увеличаване на успеха при оплождане. Реакциите от страна на женската се изразяват в улесняване на придвижването на сперматозоидите, подготовка на матката за имплантиране или предизвикване на овулация. При полигамните видове, известни с това, че се чифтосват с повече индивиди през сезона на чифтосване, по-добре развитата пенисна кост може да е причина за оплодителен успех на съответния мъжки екземпляр, като осигурява помощ за достигане на сперматозоидите в близост до мястото на оплождане.